# Nikolits Mihály
Nikolits Mihály (Lugos, 1901. szeptember 23. – Budapest, 1992. október 3.) magyar köztisztviselő, 1938–1945 között pécsi, 1943–1945 között Baranya vármegyei főispán, 1939-től Magyarország mozgósítási kormánybiztosa.

## Élete
Krassó-Szörény vármegyében, Lugoson született 1901. szeptember 23-án; apja, Nikolits Dániel egy időben a lugosi kerület országgyűlési képviselője volt. Alsóbb iskolái elvégzését követően érdeklődése a közgazdasági pálya felé fordult; érettségi és egy évi banki gyakornokoskodás után a budapesti Pázmány Péter Tudományegyetem Közgazdaságtudományi Karán folytatott tanulmányokat, majd a lipcsei egyetem hallgatója lett.
Diplomázását követően a fővárosi V/A. kerületi adóhivatalnál helyezkedett el, mint pénzügyi fogalmazó, illetve segédtitkár, majd a Pénzügyminisztérium elnöki osztályán teljesített szakszolgálatot, előbb Imrédy Béla, majd Fabinyi Tihamér pénzügyminiszterek titkáraként. Még minisztériumi szolgálata idején kötött házasságot Baghy Máriával, akitől 1929. február 15-én született Péter fia, 1933. november 23-án pedig Andrea lánya.
1938. március 18-án lett Pécs város főispánja, kinevezésénél jelentős szempont volt, hogy Fabinyi – akkor pécsi országgyűlési képviselő – titkáraként jól ismerte a várost, és a helyieket, akik sűrűn fordultak hozzá elintézendő dolgaikban. Ünnepélyes beiktatása április 4-én történt. A második világháború kezdetén, 1939. november 15-én megkapta az ország mozgósítási kormánybiztosi kinevezését is, sőt 1943. január 20-án az előbbi tisztségei mellé kinevezték Baranya vármegye főispánjává is.
A kormányzattal szemben lojális hozzáállást tanúsított, ugyanakkor az alkotmányos jogrend feltétlen híve volt. Baranyai főispáni beiktatási beszédében többek között arról beszélt: „[a magyar nemzet] tagjainak jogait és kötelességeit az alkotmányos jogrend állapítja meg. Ez ellen véteni sem sovinizmus, sem jogalap nélkül támasztott kisebbségi igények jegyében senkinek sem szabad…” Tagja is volt ugyan a kormánypártnak, a Magyar Élet Pártjának, de többször került konfliktusos helyzetekbe kormányzati tisztségeket viselő párttársaival. Lukács Béla hadigondozási tárca nélküli miniszterrel folytatott egyik, 1943-as vitájában például kijelentette: „Téged, mint a kormány miniszterét elismerlek főnökömnek hadigondozási ügyekben, de nem pártelnöki minőségedben. A főispán a kormánypárt tagja, de nem … tisztségviselője. Ne akarjon senki a magyar főispánokból ’gauleitert’ csinálni.”
A német nemzeti szocialista politika és a Volksbund előretörését mereven ellenezte, a mozgalmat nyíltan „nemzeti veszedelem”-nek nevezte. Többször került szembe a Volksbund területi vezetőjével, Krämer Flóriánnal, akit több ízben is bátran felelősségre vont a mozgalom nemzet- és törvényellenes megnyilvánulásai esetén. Kiállásainak híre Basch Ferenc országos Volksbund-elnökhöz is eljutott, aki egy 1944. április 4-i beszédében nyilvánosan azzal fenyegette meg, „hogy a mai naptól kezdve közvetlenül a Führerrel találja magát szembe!”
1944. március 20-án, Magyarország német megszállásának másnapján, több szociáldemokrata és kisgazda politikus, illetve egy felsőházi tag kérése ellenére lemondott posztjáról, e döntést viszont Horthy Miklós kormányzó nem fogadta el, pontosabban azt nyilatkozta: „Minden főispán, aki pozícióját […] tartani tudja, maradjon a helyén.” A következő időszakban Nikolitsnak, befolyása révén sikerült elérnie, hogy több olyan politikus esetében, akiket a németek letartóztattak vagy deportálni kívántak, elálljanak e szándéktól vagy enyhítsenek a meghozott intézkedéseken. (Utóbbiak között volt Tolnai József, Pécs későbbi, 1945 nyara és 1948 közötti szociáldemokrata polgármestere is, akit 1951-ben a kommunista rezsim váci börtönében agyonvertek.)
Miután 1944. június 6-án Endre László belügyi államtitkár a zsidó deportálások ügyében értekezletet hirdetett Siófokra, megtagadta a részvételt, majd másodszor is lemondott. Indoka ez volt: „Nem akarok olyan kormányrendszerben szerepet vállalni, amely állampolgárainak egy csoportját egy idegen hatalomnak adja át, és azok elszállításában közreműködik.” [Lemondását ezúttal sem fogadták el, hivatalában továbbra is intéznie kellett az ügyeket.] Megtagadta a közigazgatási tisztviselők számára június 22-ére kijelölt deportálási eligazítás összehívását – Jaross Andornak írt levelében elutasította a „meggyőződésével ellentétes” politikában való közreműködést. Június végén pedig úgy tiltakozott a kormányzati politika egyre szélsőségesebbé válása ellen, hogy szándékosan figyelmen kívül hagyott egy, a Belügyminisztérium által küldött, 60 nevet tartalmazó internálási jegyzéket.
A nyilas hatalomátvétel napján a kerületi katonai parancsnokságon fenyegették meg, október 16-án hajnalban pedig letartóztatták, majd másokkal együtt a nagykanizsai internáló táborba hurcolták. Több társával együtt, kalandos körülmények között meg tudott szökni, és december 4-ére sikerült visszajutnia Pécsre, ami akkor már ötödik napja szovjet ellenőrzés alatt áll. Miután jelentkezett Cserkaszov ideiglenes városparancsnoknál, az közölte vele, hogy addigi tevékenységét igazoltnak tekintik, és a városi igazgatás helyreállításában való segítségét kérte. Vas Zoltán pedig, a Magyar Kommunista Párt nevében meghívta a helyi nemzeti bizottságba, amit a kisgazdapárti delegáció tagjaként fogadott el. Főispáni tisztségét 1945. január 20-ig tarthatta meg.
A kommunisták szimpátiáját hamar elvesztette, nem kis részben azért, mert sikerült elérnie, hogy az akkor igen nagy jelentőségű pécsi rendőrkapitányi poszt betöltésénél ne az ő jelöltjük, a büntetett előéletű Hódosi István, hanem a szociáldemokrata Minker Ádám kaphassa meg a tisztséget. Nem érték be a félreállításával, a helyi Népbíróság elé állíttatták, amely 8 hónap szabadságvesztéssel sújtotta. Bár a Népbíróságok Országos Tanácsa ezt az ítéletet megsemmisítette, Nikolitsnak nem volt többet maradása Pécsett, 1945. október 2-án elhagyta a várost. Budapesten hunyt el 1992. október 3-án